# Sinking Spring (Ohio)
Sinking Spring – wieś w Stanach Zjednoczonych, w stanie Ohio, w hrabstwie Highland.